# Grande révolte des esclaves de 1831
 (octobre 2024).
Le contenu est difficilement compréhensible vu les erreurs de traduction, qui sont peut-être dues à l'utilisation d'un logiciel de traduction automatique.
La Grande révolte des esclaves de 1831,  également connue sous les noms de rébellion de Noël ou Baptist War, est une rébellion dirigée par le prédicateur baptiste noir Samuel Sharpe qui a mobilisé 60 000 des 300 000 esclaves de la Jamaïque, du 25 décembre 1831 au 4 janvier 1832.

## L'origine
Les rebelles avaient été informés par des missionnaires des progrès de l'abolitionnisme en Angleterre. Leur intention initiale était d'appeler à une grève générale pacifiste.
Les esclaves baptistes semblaient plus disposés à agir par rapport à leurs homologues des églises presbytérienne, wesleyan, et morave. Chez les premiers, indépendance relative des diacres noirs accordée par les missionnaires baptistes blancs a facilité la prise en charge par les esclaves de leur vie religieuse, y compris des réinterprétations de la théologie en termes de leur propre expérience (par exemple, ils ont mis l'accent sur le rôle de Jean le Baptiste, parfois même au détriment de Jésus-Christ).
Thomas Burchell, un missionnaire de Montego Bay, de retour d'Angleterre après les vacances de Noël, avait prévu de revenir avec un décret d'émancipation signé par le roi Guillaume IV. Le mécontentement chez les esclaves de la Jamaïque fut grand quand le gouverneur annonça qu'aucune émancipation n'avait été accordée.

## La grève, puis les violences
Mené par les proches de Samuel Sharpe, les noirs ont exigé plus de liberté et un revenu égal à la moitié du « taux de salaire » en vigueur ; ils ont fait le serment de se maintenir en grève jusqu'à ce que leurs revendications soient satisfaites par les propriétaires des plantations. Les esclaves croyaient que l'arrêt de travail à lui seul leur permettrait de parvenir à leurs fins - un recours à la force n'avait été envisagé que si la violence était utilisée contre eux.
Le mouvement s'est propagé et s'est durci: il est devenu la plus grande révolte d'esclaves dans les Antilles britanniques, avec la mobilisation de 60 000 esclaves. Quatorze blancs ont été tués par des groupes d'esclaves pendant la rébellion, alors que 207 esclaves ont été tués au cours de la révolte.

## La répression et nombre de morts
La rébellion fut rapidement réprimée par les forces britanniques, sous le commandement de Willoughby Coton. La réaction du gouvernement jamaïcain et de représailles des propriétaires planteurs ont été très brutale. Environ 500 esclaves ont été tués au total y compris les 207 tués pendant la révolte. Après la rébellion une estimation de 310 à 340 esclaves ont été tués par « les diverses formes d'exécutions extrajudiciaires », parfois pour des infractions mineures (celle enregistrée pour un simple vol de cochon ; une autre, pour une vache). Un compte-rendu de 1853 par Henry Bleby décrit que les tribunaux exécutaient couramment trois ou quatre personnes en même temps ; les corps étaient entassés jusqu'au soir, transportés la nuit et enterrés dans des fosses communes en dehors de la ville par des détenus noirs.
Après la rébellion, les dommages matériels ont été estimés dans un rapport de synthèse de l’Assemblée jamaïcaine en mars 1832 à 1 154 589 livres (soit environ 52 millions de livres sterling en valeurs actuelles). Les planteurs soupçonnaient de nombreux missionnaires d'avoir encouragé la rébellion. Certains, tels que William Knibb, ont été arrêtés, mais plus tard libérés. Des bandes de colons blancs ont détruit des chapelles abritant des congrégations noires.

## Suite
La brutalité de la plantocratie jamaïcaine lors de la révolte aurait accéléré le processus d'émancipation britannique. Le parlement a adopté la loi de 1833 sur l'abolition de l'esclavage avec la mise en place de mesures initiales dès 1833, suivi par une émancipation partielle en 1834 (pure et simple des enfants de six ans, après apprentissage pour les autres) ; puis abolition inconditionnelle de l'esclavage en 1838.

## Dans la littérature
- Andrea Levy's 2010 roman Le Long de la Chanson raconte, à travers un récit fictif, les événements de jean-Baptiste de la Guerre.
- 1929 roman de La Sorcière Blanche de Rosehall, par Herbert G. de Lisser, a un point culminant au moment de l'Baptiste de la Guerre.